# Colli di Faenza rosso
Il Colli di Faenza rosso è un vino DOC la cui produzione è consentita nelle province di Forlì e Ravenna.
Le bottiglie che hanno subito un periodo di invecchiamento di almeno 24 mesi possono portare in etichetta la dicitura “riserva”.

## Caratteristiche organolettiche
- colore: rosso rubino intenso
- odore: etereo, gradevole, erbaceo
- sapore: asciutto, di corpo, talvolta leggermente tannico

## Produzione
Provincia, stagione, volume in ettolitri
- nessun dato disponibile